# Le Soulier de satin (opéra)
Pour les articles homonymes, voir Le Soulier de satin (homonymie).
Le Soulier de satin est un opéra du compositeur français Marc-André Dalbavie sur un livret de Raphaèle Fleury, créé en 2021 à Paris. L'histoire est adaptée de la pièce homonyme de Paul Claudel de 1929, situant l'action au XVIe siècle au sein de la Conquista espagnole.

## Historique
Le Soulier de satin, commande de l'Opéra de Paris en 2013, dans le cadre du triptyque d'ouvrages tirés des lettres françaises, est le troisième opéra du compositeur, adapté pour la scène lyrique par Raphaèle Fleury depuis la pièce de Paul Claudel, qui dure une dizaine d'heures.
Le Soulier de satin est créé le 21 mai 2021 sur les planches de l'Opéra Garnier de l'Opéra de Paris, dirigé par le compositeur avec l'Orchestre de l’Opéra national de Paris et mis en scène par Stanislas Nordey, avec des costumes de Raoul Fernandez et des décors de Emmanuel Clolus. La mise en scène présente des décors sobres contenant de gigantesques toiles de détails de peintures du XVIe siècle, et évolue au fil de l'ouvrage, notamment en tournant les toiles de l'autre côté à vue pour faire apparaître les cadres. Première œuvre jouée à l'Opéra de Paris après la réouverture culturelle à la suite de la pandémie de Covid-19 en France, l'opéra est bien reçu par le public lors de sa création.

## Description
Le Soulier de satin est distribué en quatre actes, quatre journées, conservées depuis la pièce d'origine en suivant le cours de l'action, tout en raccourcissant le temps de l'ouvrage, qui dure tout de même presque cinq heures. Les chanteurs incarnent tous plusieurs rôles au cours de l'ouvrage, et deux personnages parlés ont le travail de présenter l'intrigue au fur et à mesure où elle se déroule, en annonçant notamment les scènes. De plus, les didascalies du texte de Paul Claudel sont ici déclamés durant les scènes et le chant, contraint par la durée de l'ouvrage, se concentre principalement sur le récitatif. On y retrouve également des sons enregistrés et diffusés par haut-parleurs, ainsi que divers instruments en plus de l'orchestre tels qu'une guitare baroque, des cymbalum et des bols chinois.

### Rôles
| Rôle                                                                                  | Voix          | Créateur             |
| ------------------------------------------------------------------------------------- | ------------- | -------------------- |
| Doña Prouhèze                                                                         | mezzo-soprano | Eve-Maud Hubeaux     |
| Don Rodrigue                                                                          | baryton       | Luca Pisaroni        |
| Doña Isabel, Doña Honoria, La religieuse                                              | mezzo-soprano | Béatrice Uria-Monzon |
| Doña Musique, La bouchère                                                             | soprano       | Vannina Santoni      |
| Le père jésuite, Le roi d’Espagne, Saint Denys d’Athènes, Don Amagro, Deuxième soldat | baryton       | Marc Labonnette      |
| Le sergent napolitain, Don Rodilard, Le capitaine, Premier soldat                     | ténor         | Éric Huchet          |
| Le vice-roi de Naples, Don Boniface, Don Ramire                                       | ténor         | Julien Dran          |
| Don Balthazar, Saint Nicolas, Frère Léon                                              | basse         | Nicolas Cavallier    |
| Doña Sept-épées                                                                       | soprano       | Camille Poul         |
| Don Camille                                                                           | baryton       | Jean-Sébastien Bou   |
| Don Pélage                                                                            | ténor         | Yann Beuron          |
| L’Ange Gardien, Saint-Jacques et Saint Adlibitum                                      | contreténor   | Max Emanuel Cenčić   |
| La Lune                                                                               | parlé         | Fanny Ardant         |
| L’annoncier, Le chancelier, Don Léopold                                               | parlé         | Cyril Bothorel       |
| L’irrépressible, Don Fernando                                                         | parlé         | Yann-Joël Collin     |
| La noire Jobarbara, La logeuse                                                        |               | Mélodie Pini         |
| Le chinois, Isidore                                                                   |               | Yuming Hey           |